# 1946年オーストラリア選手権 (テニス)
1946年 オーストラリア選手権（1946ねんオーストラリアせんしゅけん、1946 Australian Championships）に関する記事。オーストラリア・アデレード市内にある「メモリアル・ドライブ・テニスクラブ」にて開催。

## 大会の流れ
- 1945年8月に第2次世界大戦が終結し、各種のスポーツ競技大会も開催が再開された。テニス4大大会の場合、全米選手権だけは戦時中も続行されていたが、終戦後の4大大会としては1946年全豪選手権が最初のイベントになる。
- 1946年の本大会から、全豪選手権の男女シングルスでシード選手が定められるようになった。前回開催大会の1940年までは、全豪選手権の抽選表にシード選手の順位は残っていない。
- 男子シングルスは「32名」の選手による5回戦制で行われ、8名のシード選手が定められた。
- 女子シングルスは「23名」の選手による5回戦制で行われ、8名のシード選手が定められた。14名の選手が1回戦を戦い、9名の選手には「1回戦不戦勝」（抽選表では“Bye”と表示）があった。シード選手でも、第1・第3・第7・第8シードは1回戦から、第2・第4・第5・第6シードは2回戦から出場した。2回戦から出場したシード選手が初戦敗退の場合は「2回戦＝初戦」と表記する。
- 注：日本語版記事では、1946年記事から（本年度のように、外国人出場者がいない場合でも）全選手の国籍を表示する。（1940年までは、地元オーストラリア人選手の国旗表示を省略した。）

## シード選手

### 男子シングルス
1. ジョン・ブロムウィッチ　（優勝、7年ぶり2度目）
2. エイドリアン・クイスト　（ベスト4）
3. ディニー・ペイルズ　（準優勝）
4. ハリー・ホップマン　（ベスト8）
5. ジャック・クロフォード　（2回戦）
6. ジェフ・ブラウン　（ベスト4）
7. ライオネル・ブロディー　（ベスト8）
8. ジャック・ハーパー　（ベスト8）

### 女子シングルス
1. ナンシー・ウィン・ボルトン　（優勝、5年ぶり＝2大会連続3度目）
2. ネル・ホール・ホップマン　（ベスト8）
3. テルマ・コイン・ロング　（ベスト8）
4. ジョーン・ハーティガン　（ベスト8）
5. コンスタンス・ウィルソン　（ベスト4）
6. アリソン・ハタズリー　（2回戦＝初戦）
7. ダルシー・ウィテカー　（ベスト8）
8. ジョイス・フィッチ　（準優勝）

## 大会経過

### 男子シングルス
準々決勝
- ジョン・ブロムウィッチ vs.  ジャック・ハーパー　6-1, 6-2, 6-1
- ジェフ・ブラウン vs.  ハリー・ホップマン　4-6, 6-3, 6-3, 6-4
- エイドリアン・クイスト vs.  マックス・ボンナー　6-0, 8-6, 3-6, 6-2
- ディニー・ペイルズ vs.  ライオネル・ブロディー　6-2, 6-2, 6-0

準決勝
- ジョン・ブロムウィッチ vs.  ジェフ・ブラウン　6-3, 6-2, 6-1
- ディニー・ペイルズ vs.  エイドリアン・クイスト　6-2, 6-4, 6-2

### 女子シングルス
準々決勝
- マリー・トゥーミー vs.  ネル・ホール・ホップマン　6-2, 4-6, 6-3
- ジョイス・フィッチ vs.  テルマ・コイン・ロング　6-2, 6-4
- ナンシー・ウィン・ボルトン vs.  ダルシー・ウィテカー　6-2, 6-2
- コンスタンス・ウィルソン vs.  ジョーン・ハーティガン　6-2, 8-6

準決勝
- ジョイス・フィッチ vs.  マリー・トゥーミー　7-5, 6-4
- ナンシー・ウィン・ボルトン vs.  コンスタンス・ウィルソン　6-2, 6-1

## 決勝戦の結果
- 男子シングルス： ジョン・ブロムウィッチ vs.  ディニー・ペイルズ　5-7, 6-3, 7-5, 3-6, 6-2
- 女子シングルス： ナンシー・ウィン・ボルトン vs.  ジョイス・フィッチ　6-4, 6-4
- 男子ダブルス： エイドリアン・クイスト＆ ジョン・ブロムウィッチ vs.  マックス・ニューカム＆ レナード・シュワルツ　6-3, 6-1, 9-7
- 女子ダブルス： メアリー・ベビス＆ ジョイス・フィッチ vs.  ナンシー・ウィン・ボルトン＆ テルマ・コイン・ロング　9-7, 6-4
- 混合ダブルス： コリン・ロング＆ ナンシー・ウィン・ボルトン vs.  ジョン・ブロムウィッチ＆ ジョイス・フィッチ　6-0, 6-4